# 阿曼多·马丁内斯
阿曼多·马丁内斯（西班牙語：Armando Martínez，1961年8月29日—），生于马哈瓜，古巴男子拳击运动员。他曾代表古巴参加1980年夏季奥林匹克运动会拳击比赛，获得男子71公斤级金牌。